# Eumunida depressa
Eumunida depressa is een tienpotigensoort uit de familie van de Eumunididae. De wetenschappelijke naam van de soort is voor het eerst geldig gepubliceerd in 1996 door de Saint Laurent & Poupin.